# Raul Bragança Neto
Raul Bragança Neto (* 1946; † 16. April 2014 in Frankreich) war ein Politiker aus São Tomé und Príncipe und Premierminister seines Heimatlandes.
Neto hatte diese Position vom 19. November 1996 bis zum 5. Januar 1999 inne. Er war Mitglied der MLSTP-PSD.